# Parafia św. Stanisława Biskupa i Męczennika w Damasławku
Parafia Świętego Stanisława Biskupa i Męczennika w Damasławku jest jedną z 9 parafii leżącą w granicach dekanatu damasławskiego. Erygowana w 1923 roku.

## Dokumenty
Księgi metrykalne: 
- ochrzczonych od 1945 roku
- małżeństw od 1945 roku
- zmarłych od 1945 roku